# Ле-Планте
Ле-Планте́ (фр. Le Plantay) — коммуна во Франции, находится в регионе Рона — Альпы. Департамент — Эн. Входит в состав кантона Шаламон. Округ коммуны — Бурк-ан-Брес.
Код INSEE коммуны — 01299.

## География
Коммуна расположена приблизительно в 380 км к юго-востоку от Парижа, в 35 км северо-восточнее Лиона, в 23 км к юго-западу от Бурк-ан-Бреса.
По территории коммуны протекают реки Марин (фр. Marine) и Ренон, есть много озёр.

## Климат
Климат полуконтинентальный с холодной зимой и тёплым летом. Дожди бывают нечасто, в основном летом.

## Население
Население коммуны на 2010 год составляло 540 человек.
| 1962 | 1968 | 1975 | 1982 | 1990 | 1999 | 2010 |
| ---- | ---- | ---- | ---- | ---- | ---- | ---- |
| 323  | 300  | 281  | 339  | 344  | 416  | 540  |

## Администрация
| Период | Период | Фамилия      | Партия | Примечания |
| ------ | ------ | ------------ | ------ | ---------- |
| 1995   | 2001   | Жан Дамьян   |        |            |
| 2001   | 2014   | Ги де Фрамон |        |            |
| 2014   | 2020   | Даниель Отги |        |            |

## Экономика
В 2010 году среди 370 человек трудоспособного возраста (15—64 лет) 267 были экономически активными, 103 — неактивными (показатель активности — 72,2 %, в 1999 году было 75,5 %). Из 267 активных жителей работали 248 человек (133 мужчины и 115 женщин), безработных было 19 (8 мужчин и 11 женщин). Среди 103 неактивных 45 человек были учениками или студентами, 23 — пенсионерами, 35 были неактивными по другим причинам.

## Достопримечательности
- Церковь Св. Петра (XIII век). Исторический памятник с 2008 года[4]
- Аббатство Нотр-Дам-де-Домб[фр.] (1863 год)
- Замок Планте[фр.] (XIV век). Исторический памятник с 1991 года[5]

## Фотогалерея

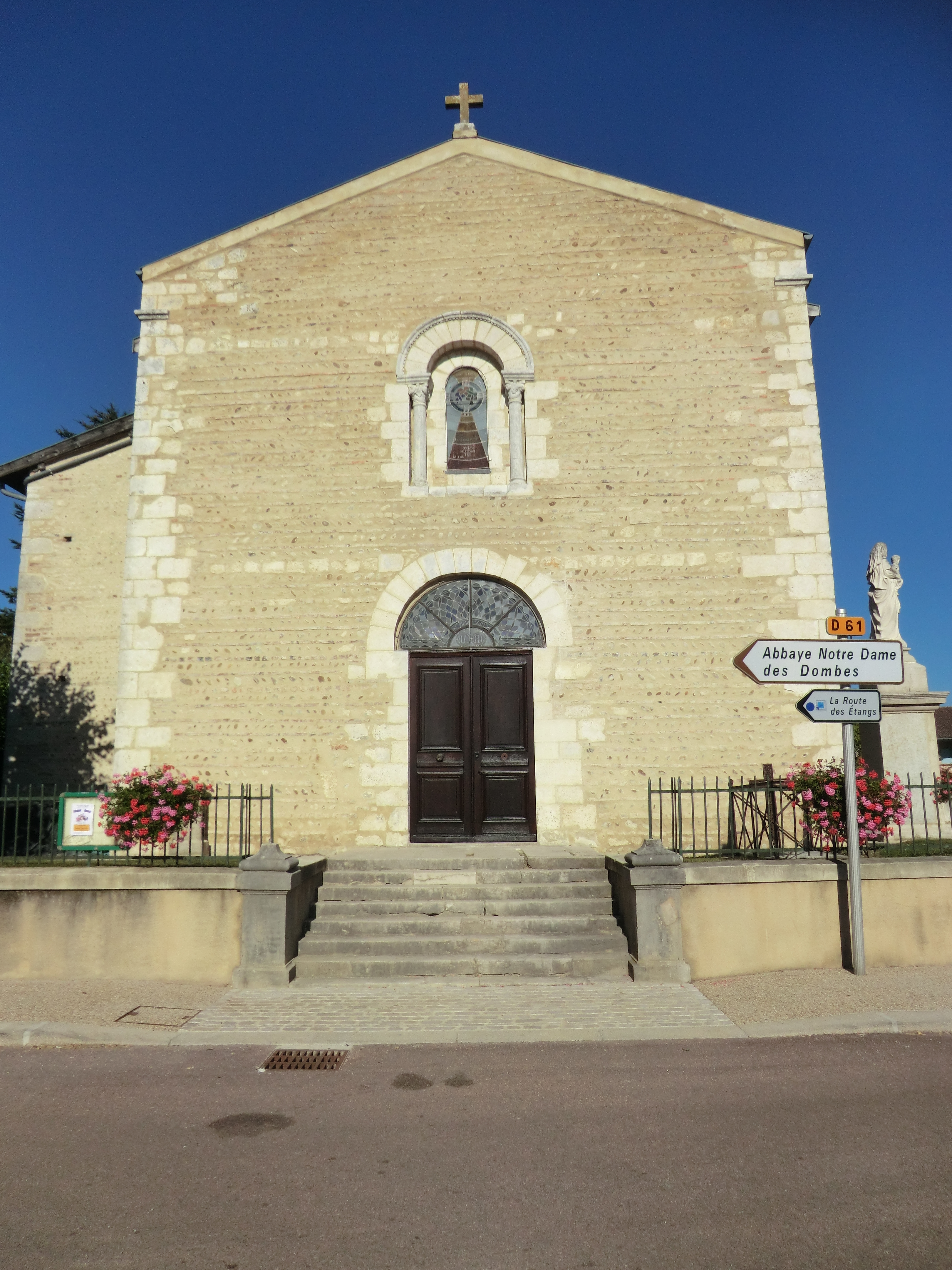
Церковь Св. Петра
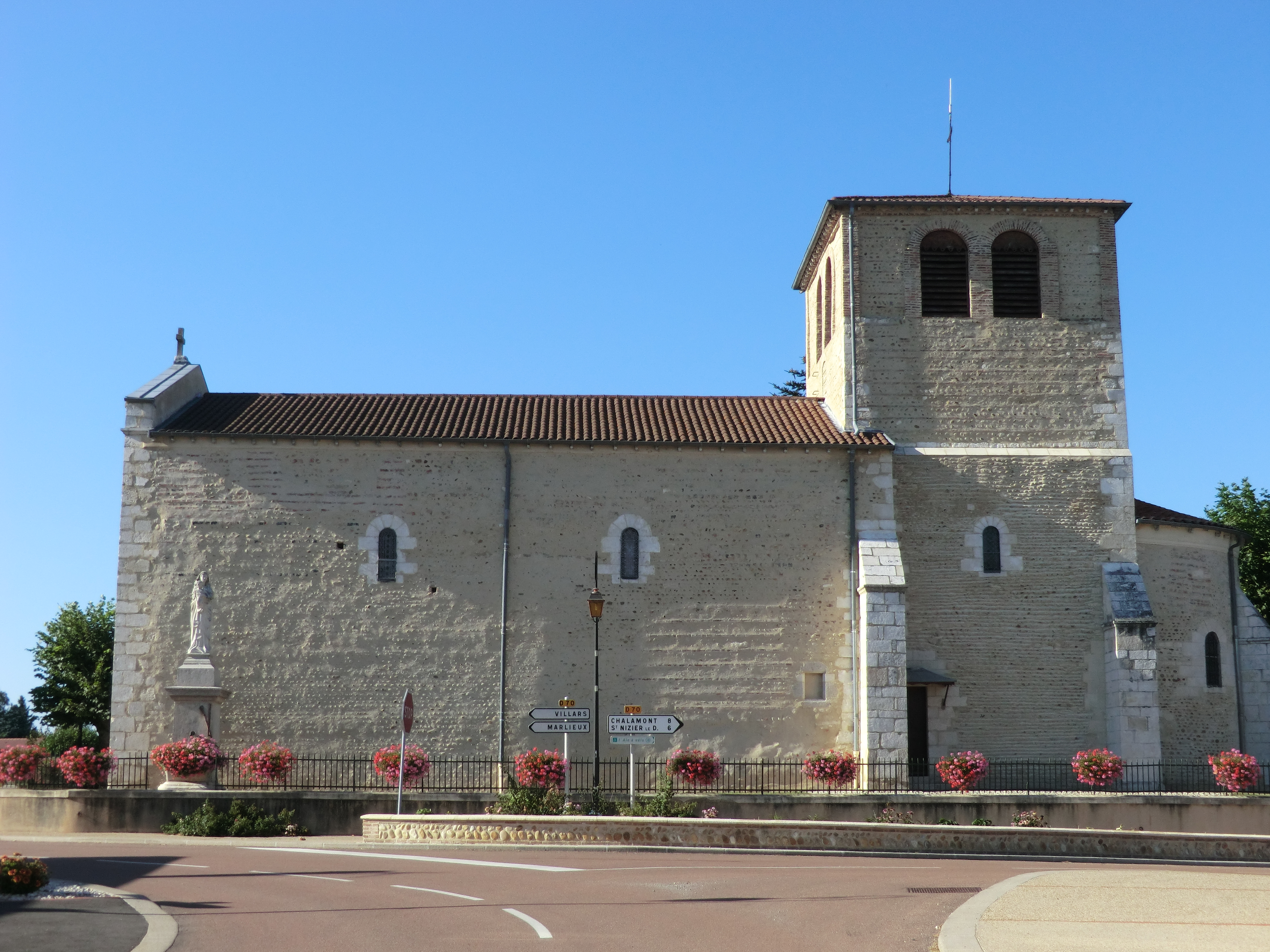
Церковь Св. Петра
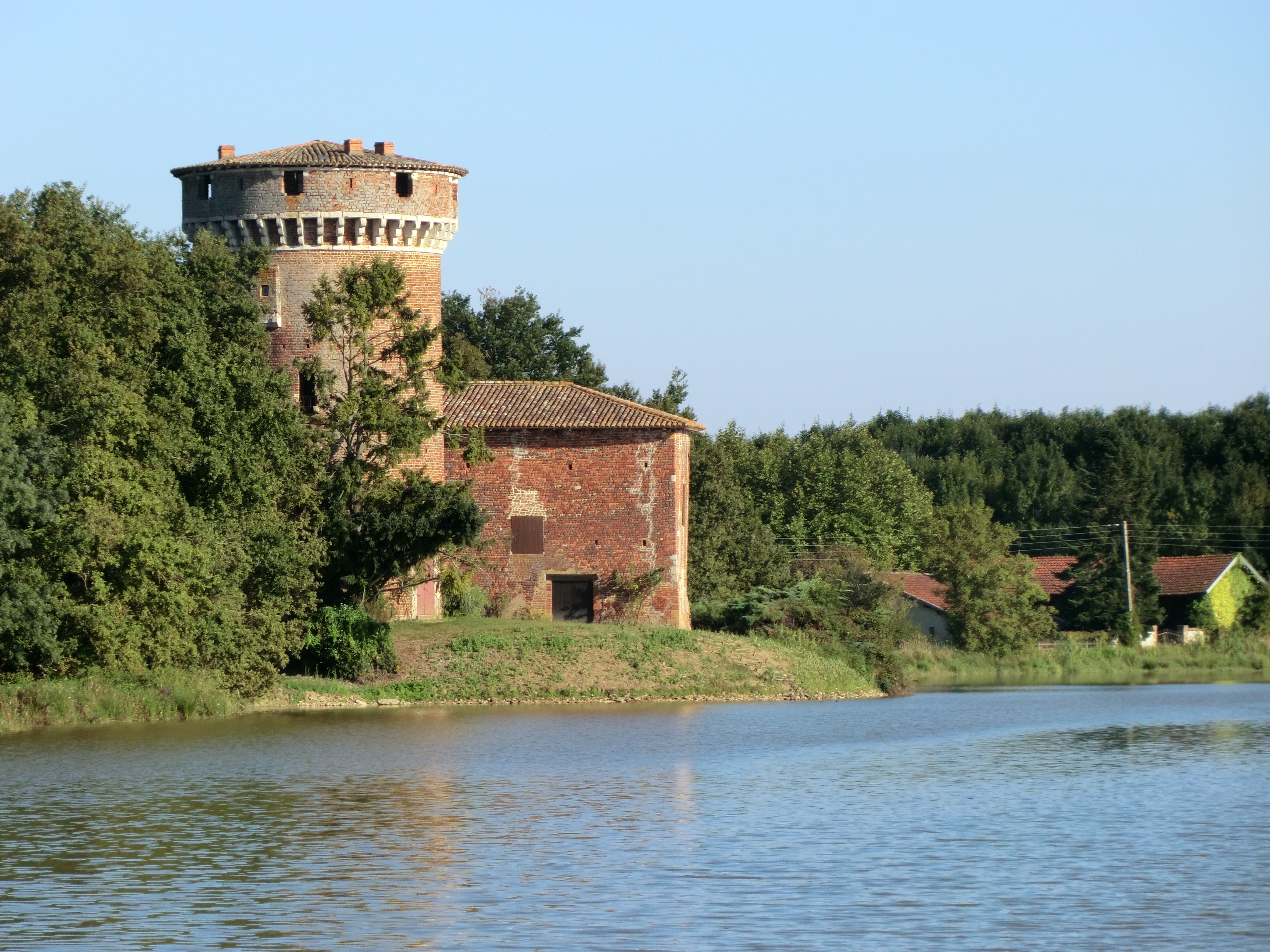
Замок Планте
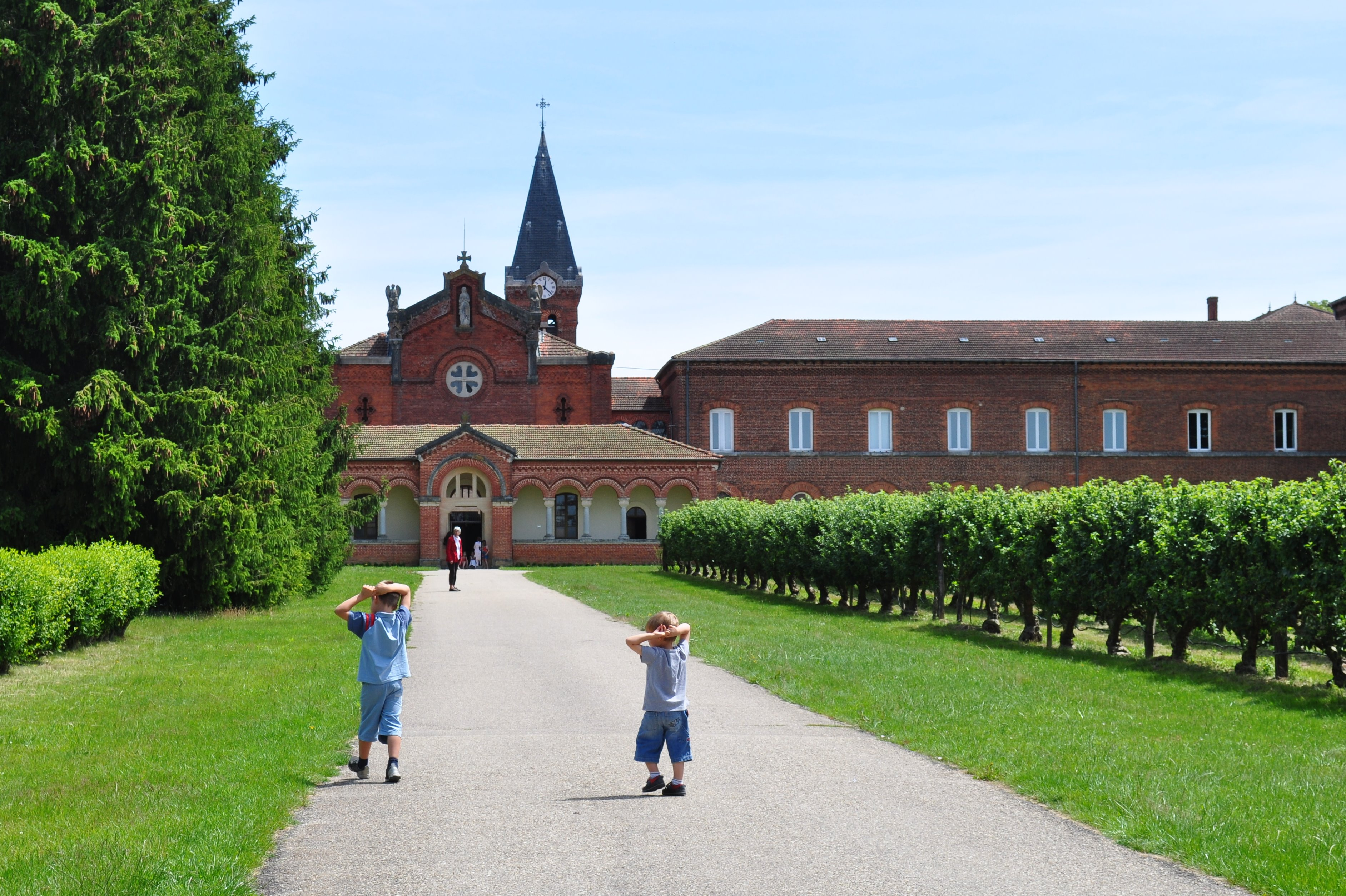
Аббатство Нотр-Дам-де-Домб
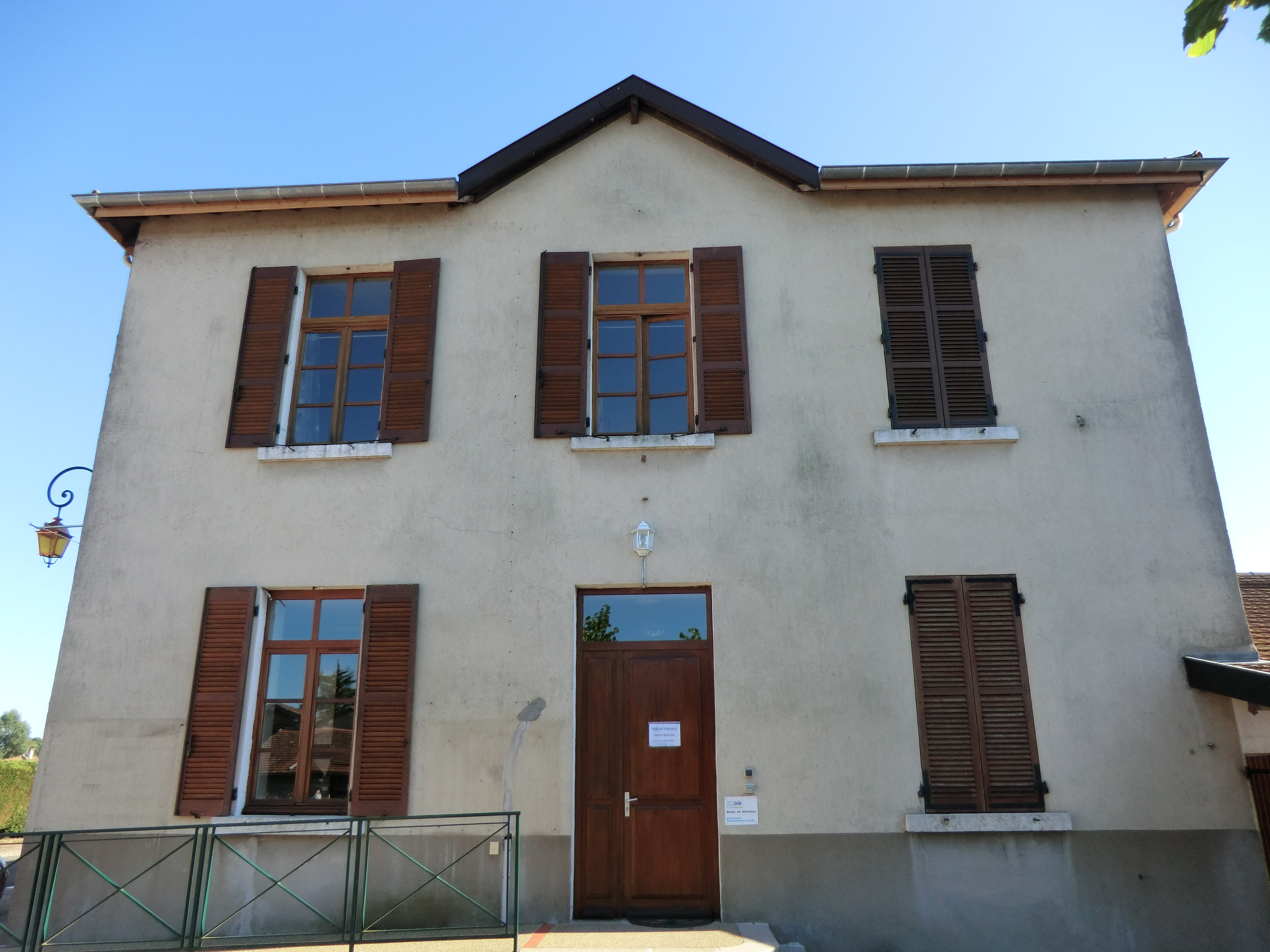
Библиотека
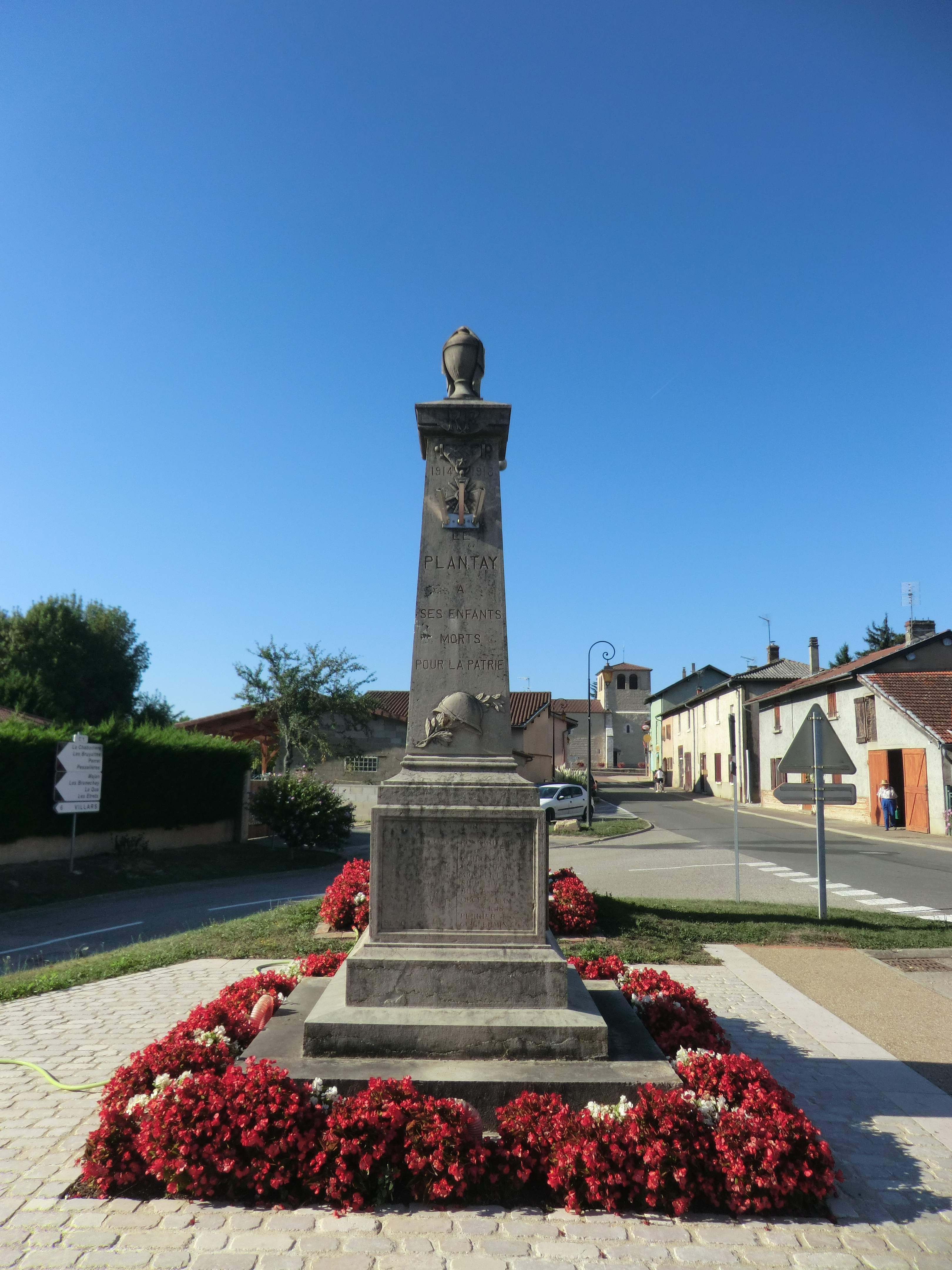
Военный мемориал